# Изгубљени воз
„Изгубљени воз” (енгл. The Story of the Lost Special) је приповетка Артура Конана Дојла, први пут објављена у августу 1898. у часопису The Strand Magazine. У причи постоји мањи лик за кога је наглашено да је Шерлок Холмс, иако се његово име не помиње и овај лик не пружа решење мистерије. Приповедање је у трећем лицу, субјективно, иако приповедач није идентификован.

## Радња
Прича прати збуњујући нестанак приватно изнајмљеног воза на његовом путовању од Ливерпула до Лондона 3. јуна 1890. године; поред машиновође, ложача и кондуктера једини путници су били два Јужноамериканца. Потврђено је да је воз прошао раскршће Кенјон, али да никада није стигао до Бартон Моса. Једини трагови су леш машиновође пронађен дуж железничких шина поред раскршћа Кенјон и писмо из Сједињених Држава за које се тврди да долази од кондуктера. Власти нису успеле да открију никакве трагове воза. У причи је споменут и извод из писма „истраживача аматера који је у то време био на добром гласу”:
„Један је од основних принципа практичног расуђивања је да, када се све могуће опције покажу као погрешне, оно што делује немогуће, колико год да је невероватно, мора да садржи истину. Сигурно је да је воз напустио раскршће Кенјон. Сигурно је да није стигао до Бартона Моса. Ма колико деловало да је неоствариво, ипак је могуће да је скренуо на неку од седам доступних траса. Воз се не може кретати без шина и стога број невероватних опција можемо свести на три проходне трасе, Карнсточку железару, Биг Бен и Истрајност. Да ли можда постоји тајна топионичарска организација, енглеска Камора, која је у стању да уништи цео воз заједно са путницима? То је невероватно, али није немогуће. Признајем да нисам у стању да дам друго објашњење. Свакако ћу саветовати компанију да сву своју енергију усмери на испитивање те три трасе и радника на њима. Пажљиво надзирање залагаоница у том крају може избацити неке нове доказе на светлост дана.”
Овај предлог „признатог ауторитета за оваква питања” наилази на жестоко противљење, иако приговарачи не успевају да понуде било какву замисливу алтернативу. Ипак, надлежни органи не реагују по предлогу и јавност никада не показује интересовање за случај, јер је већ привукао пажњу политички скандал.
Осам година касније, криминалац по имену Херберт де Лернак, осуђен на смртну казну у Марсеју, признаје злочин. Под његовом командом, завереници су привремено прикачили бочни колосек који је водио до напуштеног рудника Хартсис само на толико времена колико је било потребно да се воз спусти до рудника, а затим су откачили шине пре него што су могли да буду откривени. Укључена је била цела посада воза осим машиновође, чија је смрт настала након што је пао из воза када су завереници покушали да га савладају. Циљ овог злочина био је елиминисање путника у возу, господина Каратала; он је носио инкриминишућу документацију и намеравао је да је представи на суђењу 1890. у Паризу. То би угрозило неколико високих званичника, који су ангажовали Херберта да се позабави овим питањем. У својој завери, Херберт је користио услуге неименованог енглеског савезника, кога описује као „једног од најоштријих умова у Енглеској” и као „човека са значајном будућношћу пред собом” у време Хербертовог признања 1898. године. Херберт такође тврди да је задржао неколико инкриминишућих докумената које је Караталов телохранитељ Едуардо Гомез бацио кроз прозор воза. Он скрива имена својих послодаваца, али прети да ће открити њихова имена ако му не буде одобрено помиловање. Прича не открива да ли је овом уценом успео да добије помиловање.

## Историја објављивања
Прича „Изгубљени воз” је први пут објављена у часопису The Strand Magazine у августу 1898. године, са илустрацијама Макса Каупера, као део Дојловог серијала Око ватре. Била је то трећа прича у низу, након „Приче о ловцу на бубе” (јун 1898) и „Приче о човеку са сатовима” (јул 1898).
Иако је „истраживач аматер који је у то време био на добром гласу” који се помиње у причи неименован, неки коментатори су спекулисали да је то био Шерлок Холмс, као и да се Холмс помиње у „Причи о човеку са сатовима”. Пет година пре изласка ових прича, Дојл је убио лик Холмса, који се „последњи пут” појавио у причи „Последњи проблем” из 1893. године. Дојл је такође написао веома кратку пародију на Холмса под називом „Добротворни сајам” која је објављена 1896, али није привукла пажњу шире јавности. Дојл ће се вратити писању о Холмсу 1901. године, са почетком серијализоване верзије Баскервиловог пса.
Прича је укључена у Дојлову збирку приповедака Приче око ватре из 1908. године, коју су објавиле издавачке куће Smith, Elder & Co. у Уједињеном Краљевству и The McClure Company у Сједињеним Државама. Касније је објављена у другим Дојловим збиркама прича, укључујући Приче о ужасу и мистерији (1922) и Црног доктора и друге приче о ужасу и мистерији (1925).
Уврштена је у антологије прича различитих аутора као што су Викторијанске приче о мистерији и детективима (1992), коју је приредио Мајкл Кокс, и Чудесне мистерије (2017), коју је уредио Мартин Едвардс.